# Вілбертон (Оклахома)
Вілбертон (англ. Wilburton) — місто (англ. city) в США, в окрузі Латімер штату Оклахома. Населення — 2285 осіб (2020).

## Географія
Вілбертон розташований за координатами 34°55′7″ пн. ш. 95°18′14″ зх. д. / 34.91861° пн. ш. 95.30389° зх. д. (34.918484, -95.303931).  За даними Бюро перепису населення США в 2010 році місто мало площу 8,11 км², з яких 8,04 км² — суходіл та 0,07 км² — водойми.

## Демографія
Згідно з переписом 2010 року, у місті мешкали 2843 особи в 1016 домогосподарствах у складі 631 родини. Густота населення становила 351 особа/км².  Було 1206 помешкань (149/км²).
Расовий склад населення:
| - 72,6 % — білих - 17,0 % — корінних американців - 1,5 % — чорних або афроамериканців - 0,4 % — азіатів - 1,1 % — осіб інших рас |

До двох чи більше рас належало 7,4 %. Частка іспаномовних становила 4,6 % від усіх жителів.
За віковим діапазоном населення розподілялося таким чином: 23,7 % — особи молодші 18 років, 61,7 % — особи у віці 18—64 років, 14,6 % — особи у віці 65 років та старші. Медіана віку мешканця становила 32,1 року. На 100 осіб жіночої статі у місті припадало 99,1 чоловіків;  на 100 жінок у віці від 18 років та старших — 97,3 чоловіків також старших 18 років.
Середній дохід на одне домашнє господарство  становив 46 032 долари США (медіана — 34 545), а середній дохід на одну сім'ю — 57 851 долар (медіана — 43 472). Медіана доходів становила 35 945 доларів для чоловіків та 24 038 доларів для жінок. За межею бідності перебувало 21,4 % осіб, у тому числі 29,1 % дітей у віці до 18 років та 12,4 % осіб у віці 65 років та старших.
Цивільне працевлаштоване населення становило 1036 осіб. Основні галузі зайнятості: освіта, охорона здоров'я та соціальна допомога — 32,2 %, роздрібна торгівля — 16,5 %, сільське господарство, лісництво, риболовля — 8,8 %, мистецтво, розваги та відпочинок — 8,3 %.